# Bruno Punzalan
Bruno Punzalan ist ein philippinischer Schauspieler. Von 1952 bis 1981 wirkte er in gut 30 Jahren als Schauspieler in über 130 Filmproduktionen mit.

## Leben
Für Punzalan, der auch als Bruno Punzalah geführt wurde, lassen sich seine ersten Mitwirkungen als Schauspieler bis ins Jahr 1952 zurückverfolgen. Er übernahm meist skurrile Nebenrollen, hatte aber auch größere Rollen, so als Nono in Liebesgrüße aus Fernost von 1973. Zuletzt war er 1981 in Salome in einem Spielfilm zu sehen.

## Filmografie
- 1952: Trubador
- 1952: Nicomedes
- 1952: Ang sawa sa lumang simboryo
- 1954: Salabusab
- 1954: Jack and Jill
- 1954: Bandolero
- 1955: Sanda Wong
- 1955: Sagrado
- 1956: Simaron
- 1956: Babaing mandarambong
- 1956: Kahariang bato
- 1956: Tagani
- 1956: Haring tulisan
- 1956: Krus na kawayan
- 1957: Aliping maharlika
- 1958: Kurangga
- 1958: Ramir
- 1958: Kilabot sa Sta. Barbara
- 1958: Laban sa lahat
- 1958: Wanted: Husband
- 1959: Ultimatum
- 1959: Tatlong R
- 1959: Anak ng bulkan
- 1959: The Scavengers
- 1959: Patay Kung Patay
- 1960: Kambal sa sinukuan
- 1961: Kilabot sa barilan
- 1961: Pitong sagisag
- 1961: Tatlong panata
- 1961: Molave
- 1962: Mga tigreng taga-bukid
- 1962: Umaapoy na Bakal
- 1962: Suicide Commandoes
- 1962: Trigger Squad
- 1962: Hari sa Barilan
- 1962: Hölle auf Guam (No Man Is an Island)
- 1962: Masikip ang Daigdig
- 1962: Jose Bandido
- 1962: Pagtutuos ng mga Kilabot
- 1962: Asiong Meets Alembong
- 1962: Leon Marahas
- 1963: Madugong paghihiganti
- 1963: 13 Hudas
- 1963: Sa pagitan ng dalawang mata
- 1963: Ang tatay kong kalbo
- 1963: Tiger Unit
- 1964: Gahaman
- 1964: Utos ni Tale hinde mababale
- 1964: Kardong kidlat
- 1964: 7 Cobra: Mababangis
- 1964: Ito ang lalake
- 1964: Kumander Judo
- 1964: Cimarron
- 1964: Bakas ng dragon
- 1964: Si Doray naman...
- 1964: Saan Mang Sulok ng Daigdig
- 1964: Pitong Desperada
- 1964: Markong Bagsik
- 1964: Dugo ng Sugatan
- 1964: Sabayan
- 1964: Bale-bale kung lumaban
- 1964: Moro Witch Doctor
- 1964: Ethan
- 1965: The Great Escape from Hell
- 1965: Tiagong Ulupong
- 1965: 4 na Agila
- 1965: Dugo sa pantalan
- 1965: Batas ng .45
- 1965: Garrison 7
- 1965: Secret Agent 009
- 1965: Limbas: Walang gulat!
- 1965: Diwata ng Gabi
- 1965: Takdang Sandali!
- 1965: Ana-Roberta
- 1965: Humanda Kayo! Leon Sagrado!
- 1966: Black Jack
- 1966: Diablo Zapanta
- 1966: Rosanna Vendetta
- 1966: Verrat in der Bucht (Ambush Bay)
- 1967: Berdugo ng mga hari
- 1967: 4 na daigdig ng lagim
- 1967: Sibad
- 1967: Sa lilim ng watawat
- 1967: Kidlat Meets Gringo
- 1967: Johnny Tigre
- 1967: Eagle Commandos
- 1967: Check Point
- 1967: Black Yoga
- 1968: Brides of Blood
- 1968: ...die im Staub verbluten (Warkill)
- 1968: Ito ang digmaan
- 1968: Männer wie die Teufel – Stoßtrupp durch die Hölle (Mission Batangas)
- 1968: Todeskommando Iwo Jima (Combat Killers)
- 1968: The Omegans
- 1968: Mad Doctor of Blood Island
- 1968: Jakiri Valiente
- 1969: Pambihirang tatlo
- 1969: Pussy Cat
- 1969: Auf der Jagd nach dem verlorenen Gold (Impasse)
- 1969: Perlas ng silangan
- 1969: Hari ng Ninja
- 1969: Musmos na mandirigma
- 1969: Flame of the Samurai
- 1970: Magnificent Convict
- 1970: Master Stuntman
- 1970: Drakapa, das Monster mit der Krallenhand ((Beast of blood))
- 1970: The Manhunt
- 1970: The Secret of the Sacred Forest
- 1971: Blood Thirst
- 1971: Barricade
- 1971: De la Cruz
- 1971: Sabrina
- 1972: Battle of Lingayen
- 1972: Santo Domingo
- 1972: Dadiangas
- 1972: Bank Robbers
- 1972: Superbeast
- 1972: Jailbreak
- 1973: Frauen in Ketten (Black Mama, White Mama)
- 1973: Liebesgrüße aus Fernost (Wonder Women)
- 1973: Siete infantes de lara
- 1974: Ibilanggo si... cavite boy
- 1974: Kommando Höllenengel (Savage Sisters)
- 1974: Amor
- 1975: Sandugo
- 1975: Kommando-Unternehmen 'Rote Laterne' (Hustler Squad)
- 1976: Bergado, Terror of Cavite
- 1976: Ang lihim ni Rosa Henson sa buhay ni Kumander Lawin
- 1976: Bluthunde vom Teufel zerrissen (High Velocity)
- 1977: Valentin Labrador
- 1978: Gorgonia
- 1981: Salome